# Centro (Santa Maria)
Centro és un barri de la ciutat brasilera de Santa Maria, Rio Grande do Sul. El barri està situat al districte de Sede.

## Villas
El barri amb les següents villas: Astrogildo de Azevedo A, Astrogildo de Azevedo B, Centro, Parque Centenário, Parque Itaimbé, Rizzato Irmãos, Vila Belga, Vila Crispim Pereira, Vila Felipe de Oliveira, Vila José Azenha, Vila José Moraes, Vila Major Duarte, Vila Zulmira;

## Galeria de fotos

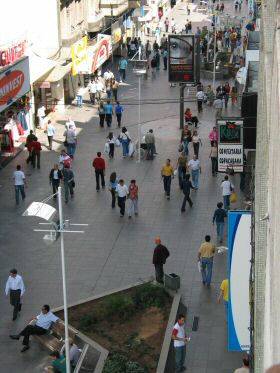
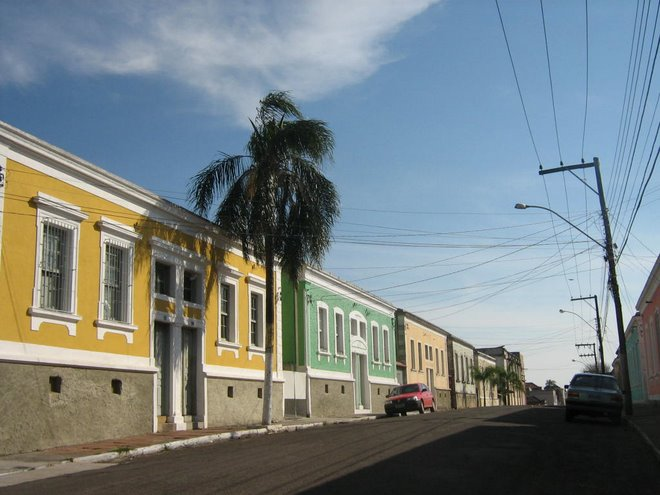
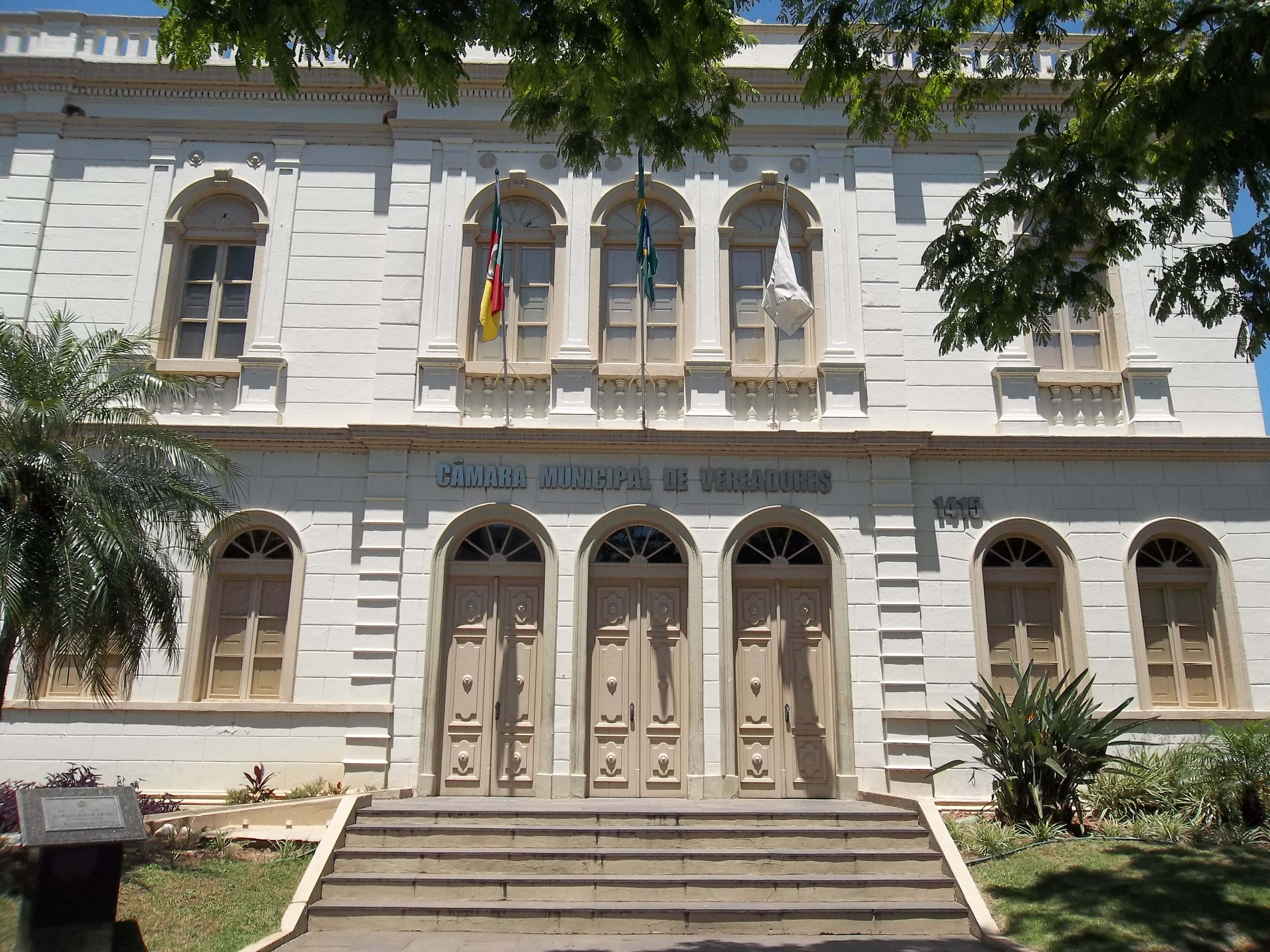
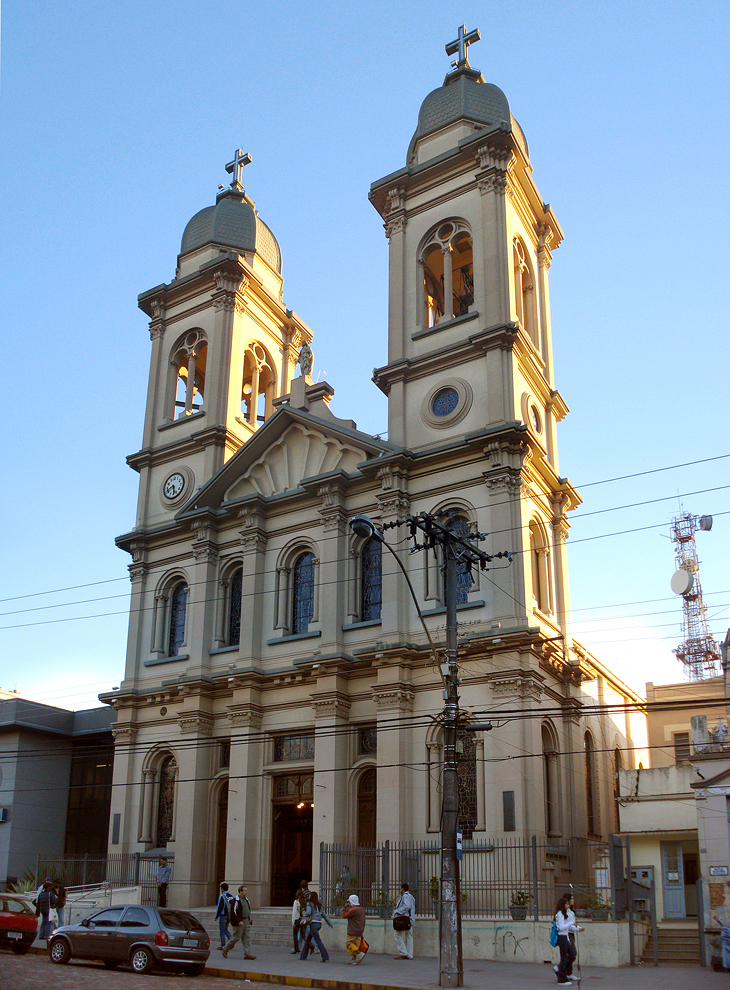
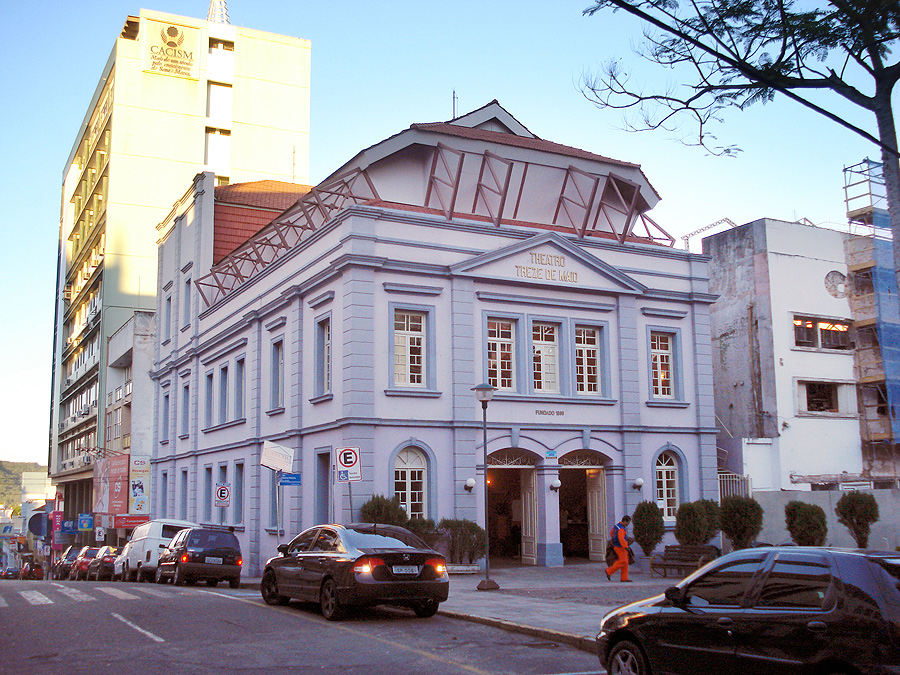
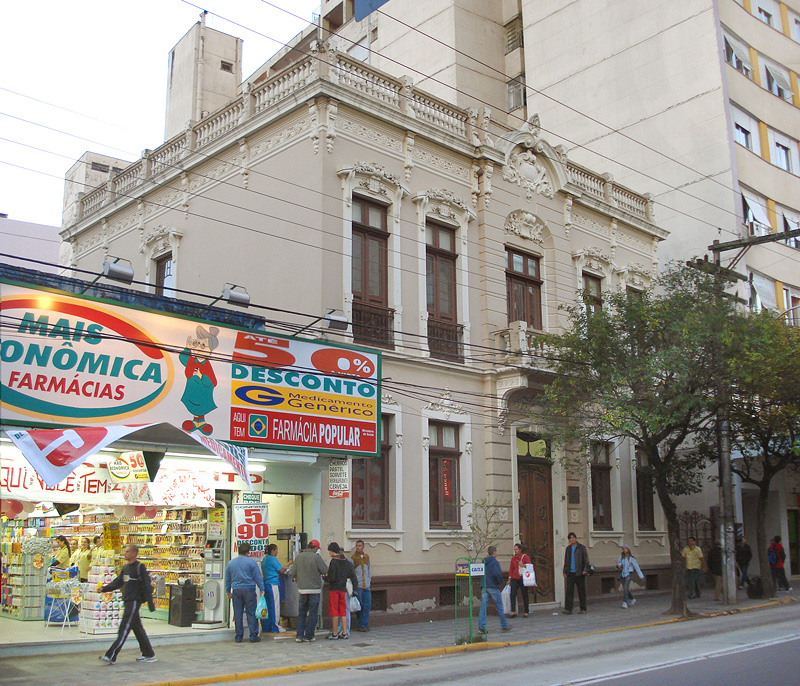
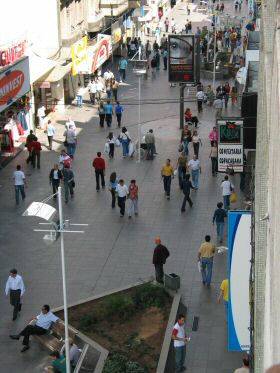
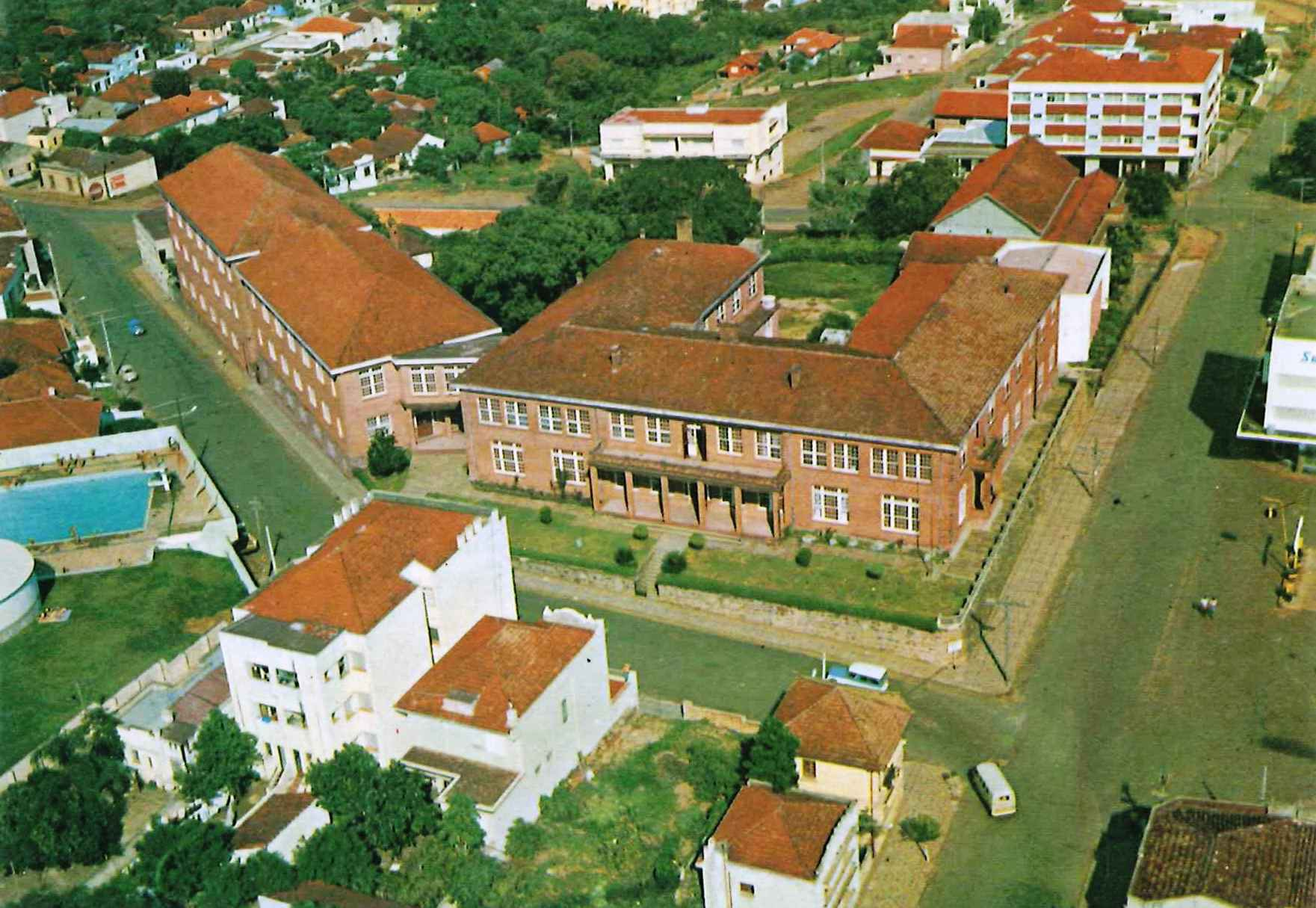
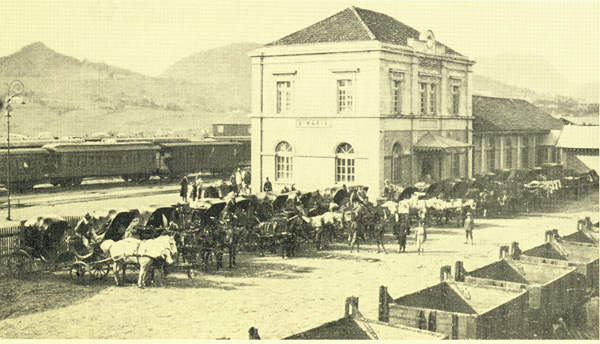
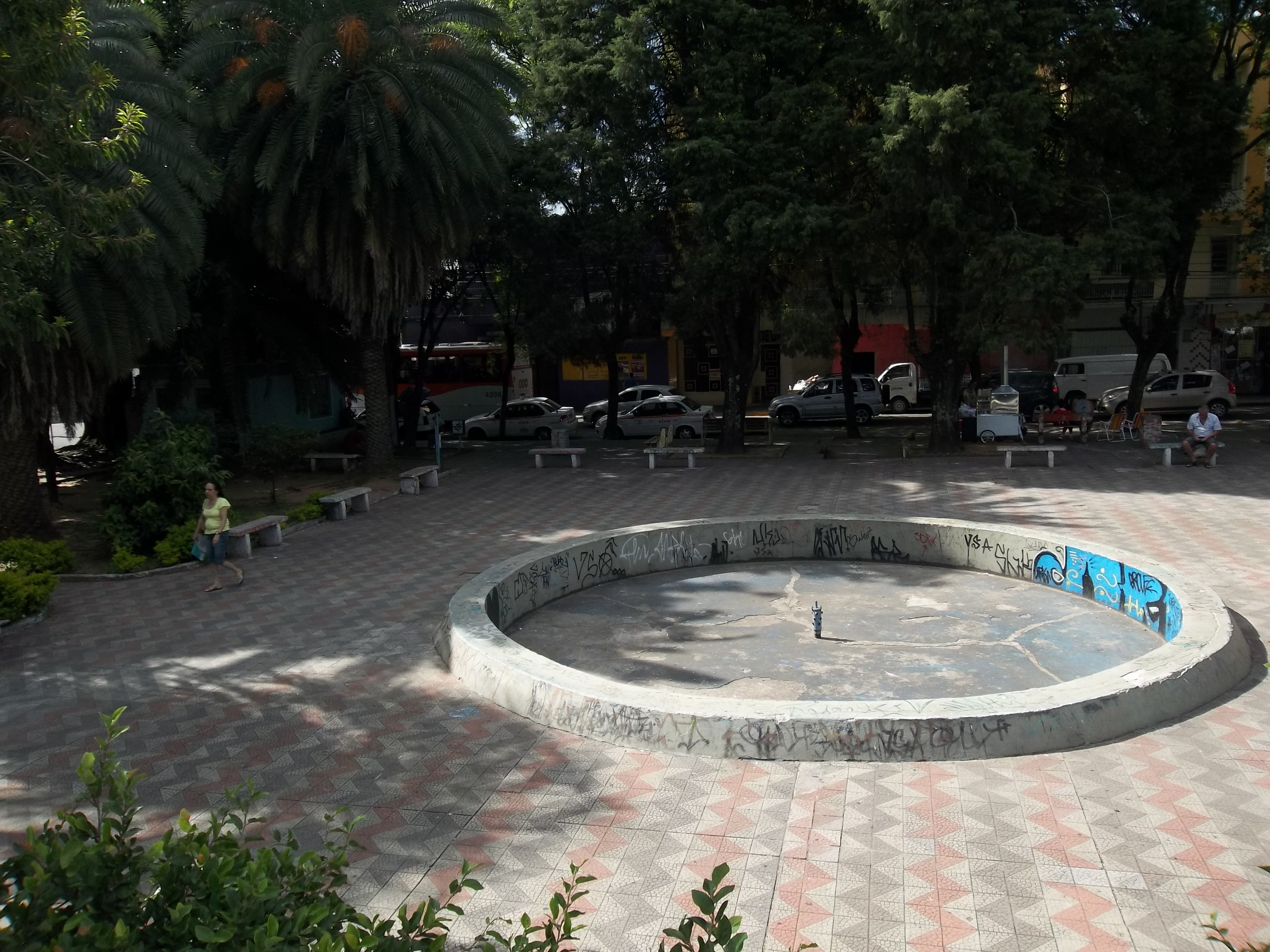

| Nossa Senhora do Rosário       | Nossa Senhora do Perpétuo Socorro | Itararé                 |
| Bonfim Nossa Senhora de Fátima |                                   | Menino Jesus            |
| Nossa Senhora Medianeira       | Nonoai / Nossa Senhora de Lourdes | Nossa Senhora das Dores |